# Bernhard Stauffer
Bernhard Stauffer (* 22. August 1938 in Bern) ist ein Schweizer Geophysiker. Er war Professor am Physikalischen Institut der Universität Bern in der Abteilung Klima- und Umweltphysik.
Stauffer studierte Physik an der ETH Zürich und ging dann in die Arbeitsgruppe von Hans Oeschger an der Universität Bern, wo er 1966 promoviert wurde.
Dort entwickelte er mit Kollegen Verfahren, den Kohlendioxid-Gehalt von Luftblasen in Eiskernen zu bestimmen, was eine wesentliche Methode zur Rekonstruktion des prähistorischen Klimas aus Eiskernen wurde. In Zusammenarbeit mit Kollegen aus Grenoble entwickelte er auch ein Verfahren, den Methangehalt aus Luftblasen in Eiskernen zu bestimmen. Er leitete auch selbst Eiskern-Projekte in Grönland und der Antarktis, zum Beispiel war er am Greenland Ice Sheet Project beteiligt und in der Saison 2002/2003 Chefwissenschaftler von Epica (European Project for Ice Coring in Antarctica).
2001 erhielt er die Weyprecht-Medaille der Deutschen Gesellschaft für Polarforschung und 2006 die Hans Oeschger Medal der European Geosciences Union. In der Antarktis ist das Stauffer Bluff nach ihm benannt.

## Schriften
- Stabilität polarer Eisschilder. In: Physik in unserer Zeit. Band 13, 1982, Heft 3, S. 65–70, doi:10.1002/piuz.19820130301 (mit kurzer Biografie).
- Von Alpinen Gletschern zur Erforschung polarer Eisschilde. (PDF; 182 kB) In: Mitteilungen der Naturforschenden Gesellschaft in Bern. Band 66, 2009, S. 229–238.